# Ликомед (сын Креонта)
Ликомед (др.-греч. Λῠκομήδης) — персонаж древнегреческой мифологии. Сын Креонта (у Гомера Крейона). Критянин, жених Елены. В «Илиаде» убил одного троянца. В ночь взятия Трои ранен Агенором в запястье (согласно поэме Лесхея). Изображен на картине Полигнота в Дельфах.